# مسجد الإرشاد
مسجد الإرشاد Al-Irsyad Mosque هو مسجد يقع في غرب باندونغ في جاوة الغربية في إندونيسيا ، داخل منطقة كوتا بارو باراهيانجان السكنية. تم بناء المسجد في عام 2009 واكتمل في عام 2010. المسجد على شكل مكعب بدون قبة. المهندسون المعماريون للمسجد هم رضوان كامل،  وهو مهندس معماري تحول إلى سياسي وهو حاليًا حاكم جاوة الغربية.

## قراءات إضافية
- (بالإندونيسية) Tjokrosaputro, Teddy (2011). 100 Beautiful Mosque Indonesia. Jakarta: PT Andalan Media. (ردمك 978-602-99731-0-5).